# Argentopolibasita
L'argentopolibasita és un mineral de la classe dels sulfurs que pertany al grup de la pearceïta-polibasita.

## Característiques
L'argentopolibasita és un sulfur aprovat com a espècie vàlida per l'Associació Mineralògica Internacional l'any 2022 i aprovada en el mes de febrer de l'any següent. Poc després de la seva publicació es va conèixer la troballa del politip M2a2b2c d'aquesta espècie, i la seva fórmula química va ser redefinida l'any 2024, passant a ser: [Ag₆Sb₂S₇][Ag₉AgS₄]. Cristal·litza en el sistema trigonal.

## Formació i jaciments
Ha estat descrita a partir de mostres recollides a tres indrets: el dipòst d'Arykevaam, al districte d'Anadyrsky (Districte autònom de Txukotka, Rússia) i dues localitats eslovaques: Kremnica, al districte de Žiar nad Hronom, i Nová Baňa, al districte de Žarnovica.